# مانغاز
مانغاز أو مانغاس (بالإنجليزية: Mangas)‏ وهي قناة تلفزيونية تنتمي لسلسلة قنوات آ ب سات (ab sat) الفرنسية والتي تبث الأنمي والكرتون 24 ساعة ضمن العديد من الشبكات الفرنسية  باليوم على نسخة محفوظة 24 يوليو 2017 على موقع واي باك مشين. و ضمن باقة كانال سات لدول رقم قناة ضمن باقة 52 بفرنسا.